# Verolavecchia
Verolavecchia là một đô thị thuộc tỉnh Brescia dans la Lombardia ở Ý. Đô thị này có diện tích 20 km², dân số 3979 người.
Đô thị này có các làng sau: Monticelli d'Oglio, Scorzarolo, Villanuova.
Đô thị này giáp với các đô thị sau: Borgo San Giacomo, Corte de' Cortesi con Cignone, Pontevico, Quinzano d'Oglio, Robecco d'Oglio, Verolanuova.